# Félix de Azara
Félix de Azara (Barbunyals, 18 de maig de 1742 - 20 d'octubre de 1821) va ser un militar i naturalista espanyol. El seu nom complet era Félix Francisco José Pedro de Azara y Perera, i era fill d'Alejandro de Azara y Loscertales, senyor de Lizana, i de María de Perera. Era germà de José Nicolás de Azara i del bisbe Eustaquio de Azara.
Va estudiar a la universitat d'Osca i després a l'Acadèmia militar de Barcelona d'on en va sortir com a cadet el 1764. Va obtenir el càrrec de lloctinent el 1775. Va resultar ferit a l'Expedició contra Alger de 1775. L'any 1815 va refusar l'Orde d'Isabel la Catòlica com a protesta pels ideals absolutistes que imperaven a Espanya.
Espanya i Portugal, pel Tractat de Sant Ildefons (1777), van fixar les seves fronteres a Amèrica del Sud. Es va escollir Azara per a formar part dels comissaris encarregats de delimitar amb exactitud les fronteres espanyoles. Va partir cap Amèrica del Sud l'any 1781 i s'hi va estar 20 anys.
Malgrat no disposar dels coneixements científics necessaris, va estudiar els mamífers i les aus d'Amèrica del Sud. Comptava amb una traducció al castellà de l'obra Buffon (1707-1788).

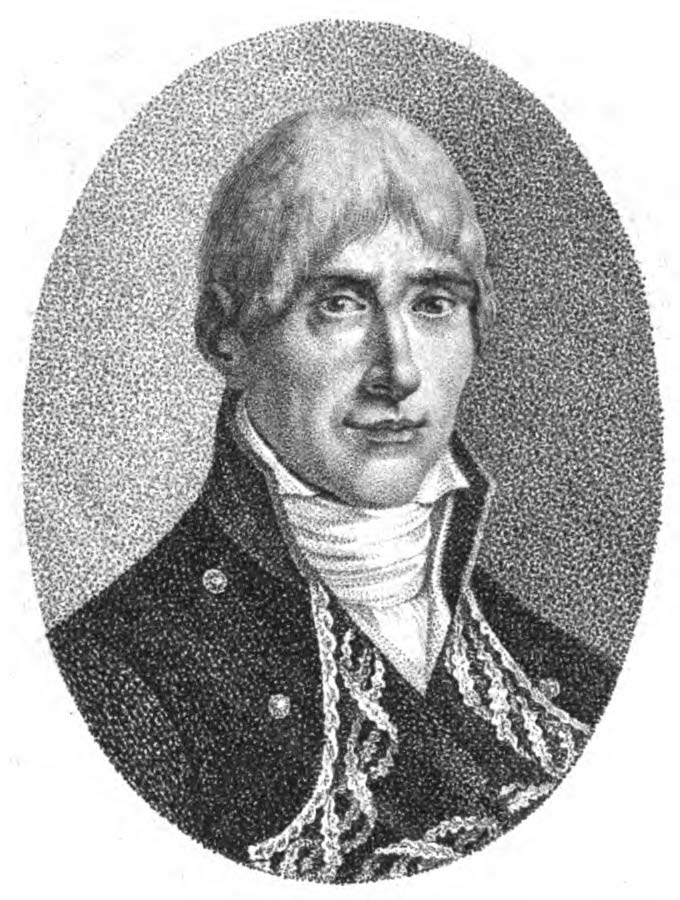
Félix de Azara.

Azara davant les diferències que trobava amb els animals descrits per Buffon va criticar aquest autor i també a Charles-Nicolas-Sigisbert Sonnini de Manoncourt (1751-1812) sobre les aus de la Guaiana. Azara té algunes confusions com en el cas de les bataras de Paraguai (que pertanyen al gènere Myrmothera Vieillot, 1816) que ell va observar amb els formiguers de la Guaiana descrits per Sonnini (que pertanyen al gènere Thamnophilus Vieillot, 1816).

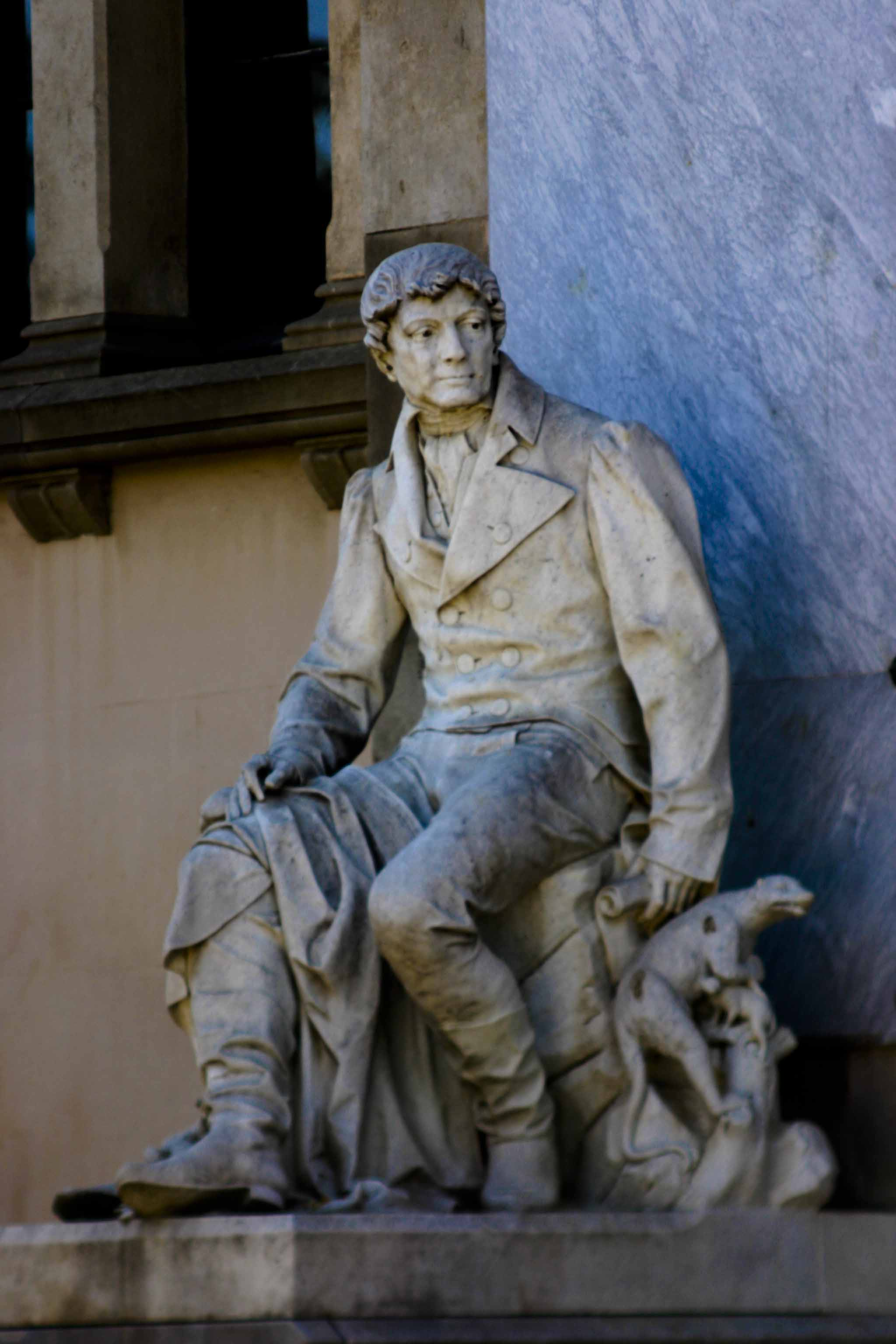
Felix de Azara, escultura d'Eduard Alentorn al Museu Martorell de Barcelona.

Azara va descriure 448 espècies, de les quals la meitat eren espècies noves per a la ciència.
Va escriure:Essais sur l'histoire naturelle des Quadrupèdes, Paris, 1801, i la versió espanyola: Apuntamientos sobre la historia natural de los quadrúpedos del Paraguay y Río de la Plata, Madrid, 1802), els Apuntamientos para la historia natural de las Paxaros del Paraguay y Rio de la Plata (tres volums, Madrid, 1802-1805). Sonnini la va traduir al francès el 1809 sota el títol Voyages dans l'Amérique méridionale, par don Félix de Azara .
Gustav Hartlaub (1814-1900) edità el 1837 un índex de les espècies d'ocells descrites per Azara. Li van ser dedicades diverses espècies: l'ocell Synallaxis azarae per part d'Alcide Dessalines d'Orbigny (1806-1876) el 1835 i els rosegadors Dasyprocta azarae per Martin Lichtenstein (1780-1857) el 1823, Akodon azarae Johann Fischer von Waldheim (1771-1853) el 1829 i Ctenomys azarae per Michael Rogers Oldfield Thomas (1858-1929) el 1903.
També li ha estat dedicada una carena (dorsum) de la Lluna, la Dorsum Azara a 26° 42′ N i 19° 12′ O d'uns 105 km de llargada. La ciutat d'Azara a la província de Misiones.
Ell mateix va plantejar la possibilitat de l'evolució de les espècies amb anterioritat a Charles Darwin, qui coneixia els seus estudis.
Va col·laborar amb José Artigas en l'establiment de pobles entre la Banda Oriental (actual Uruguai) i l'Imperi del Brasil, va fundar el poble de Batoví.